# Commodore OS
Commodore OS, voller Name Commodore OS Vision, ist eine Linux-Distribution, die vom Startup-Unternehmen Commodore USA entwickelt wurde und als Betriebssystem für die von diesem Unternehmen zusammengestellten PCs gedacht war. Commodore OS basierte auf Debian und Linux Mint, war ausschließlich erhältlich für x86-64-Prozessoren und nutzt die Desktop-Umgebung Gnome 2. Die erste öffentlich zugängliche Beta-Version wurde am 11. November 2011 veröffentlicht.
Am 13. Dezember 2023 erschien die Version 2.0. Sie basiert auf Debian mit der Desktopumgebung MATE und ist eine inoffizielle MX-Linux-Neuauflage unter Verwendung von Compiz-Fenstermanager.
Commodore OS wurde seit seinem Erscheinen auf jedem von Commodore USA verkauften Rechner fertig installiert mitgeliefert oder konnte kostenlos von der Hersteller-Website heruntergeladen werden. Bis dahin wurde Ubuntu als Betriebssystem genutzt.
Commodore USA deklarierte Commodore OS als Software im Beta-Stadium. Da das System primär auf die Komponenten der vom Hersteller verkauften Retro-PCs ausgerichtet ist, wurde für die Kompatibilität mit anderen Standard-x86-64-PCs keine Garantie gegeben, da evtl. Treiber fehlten.
Nach dem Tod des Firmengründers im Dezember 2012 wurden in den folgenden Monaten sämtliche Aktivitäten von Commodore USA eingestellt.

## Version 1.0
Die erste Betaversion des Betriebssystems wurde am 12. November 2011 von Commodore_USA veröffentlicht und als Betriebssystem zur „Vorinstallation auf aller zukünftigen Commodore USA-Hardware“ angekündigt. Version 1.0 kam nie offiziell aus der Beta-Phase heraus, da Commodore USA 2013 eingestellt wurde. Dessen letzte Version war die Beta 9 am 9. Juli 2012.

## Version 2.0
Nach der Insolvenz von Commodore USA kaufte My Retro Computer Ltd. den Domainnamen des Unternehmens und die C64x-Formen/Lagerbestände. Am 21. Dezember 2021 wurde auf dem YouTube-Kanal von My Retro Computer bekannt gegeben, dass eine Kickstarter-Kampagne gestartet wird, um den Commodore 64x in völlig neuen Farben und Gehäusedesigns zurückzubringen.
Im Mai 2022 kündigte Leo Nigro, ehemaliger CTO von Commodore USA, der für das Betriebssystem verantwortlich war, an, dass er pünktlich zur Rückkehr des Commodore 64x eine neue Version herausbringen werde. Version 2.0 kam offiziell aus der Beta-Phase und wurde am 13. Dezember 2023 veröffentlicht. Im Gegensatz zu Version 1.0 basiert Version 2.0 auf Debian und ist ein inoffizieller MX-Linux-Re-Spin unter Verwendung des Compiz-Fenstermanagers.

## Umfang
Commodore OS stellte neben der unter Linux üblichen Standard-Software das Emulatorpaket VICE zur Verfügung, so dass klassische Software für Commodore 64, Commodore C128, CBM-II, Commodore PET, Commodore VIC-20, Commodore Plus/4 entsprechend dem Entwicklungsstand der einzelnen Emulatoren genutzt werden konnte, die ROMs der einzelnen Computermodelle wurden mit der Distribution allerdings nicht mitgeliefert. Des Weiteren war DOSBox und VirtualBox enthalten. Eine Emulation des Amigas war nicht möglich, ein entsprechender Emulator wie UAE war in der Distribution nicht enthalten. Commodore USA hatte nur die Namensrechte an den Commodore-Computermodellen auf Lizenzbasis erworben, dies jedoch im Bereich des Intellectual Property unterlassen.

## Design
Commodore OS wurde entworfen, um das klassische Aussehen und die Bedienbarkeit älterer Commodore-Computer nachzuempfinden und soll als eine Art Huldigung der Tastatur-Computer gedacht gewesen sein.

## Kritik
Es gab eine Menge Kritik bezüglich des von Commodore USA geschaffenen Hypes und der Behauptung, sie hätten ein „neues Betriebssystem für unsere Computer“ erschaffen, während man sich lediglich einer bereits existierenden Linux-Distribution bemächtigt hat. Kritik gegenüber CUSA kam auch besonders von Linux-Experten, die behaupteten, die Entwicklungszeit könnte kaum länger als zwei Wochen gedauert haben, um ein paar Skripte zu schreiben und die Standard-Mint-Grafiken durch ihre eigenen zu ersetzen.